# Josefine Öqvist
Anna Lenita Josefine Öqvist, född 23 juli 1983 i Ärentuna församling i Uppsala kommun, är en svensk före detta fotbollsspelare.
Under sin karriär tog Öqvist två VM-medaljer, ett EM-brons och ett SM-guld.

## Spelarkarriär

### Klubbkarriär
Öqvists moderklubb är Storvreta IK. 1998 spelade hon för Danmarks IF. Hon bytte sedan klubb till Bälinge IF och debuterade i damallsvenskan med detta lag 2004. Efter säsongen 2004 då Bälinge IF åkte ur damallsvenskan gick Öqvist till Linköpings FC.
Öqvist skrev på ett tvåårigt avtal med Tyresö FF inför 2011 års säsong. Inför säsongen 2012 meddelade klubben att hon var gravid och skulle utebli hela säsongen. Den 6 januari 2013 skrev Öqvist på ett ettårigt kontrakt med Kristianstads DFF och gjorde därmed comeback efter en säsongs uppehåll från fotbollen. I augusti 2013 blev hon klar för franska Montpellier.
I maj 2014 valde Öqvist att avsluta sin spelarkarriär.

### Landslagskarriär
Öqvist debuterade i Sveriges landslag den 18 augusti 2002 i en 1–0-vinst över Nordkorea. Hon sköt landslaget till final i Världsmästerskapet i fotboll för damer 2003 genom sitt avgörande mål i semifinalen mot Kanada. Hon fick en silvermedalj i detta VM. 
Den 12 februari 2014 meddelade Öqvist att hon slutade i landslaget. Hon spelade sammanlagt 80 landskamper samt gjorde 20 mål.

## Privatliv
Öqvist utsågs 2004 till Sveriges sexigaste kvinna av herrtidningen Slitz och syntes i tidningen iförd bikini. Hon har en dotter och en son tillsammans med ishockeyspelaren Stefan Lassen.
År 2020 var Öqvist en av deltagarna i SVT:s tävlingsprogram Mästarnas mästare.

## Meriter
- Silver i fotbolls-VM för damer 2003
- Över 50 A-landskamper
- Svenska Cupen 2006, 2008 och 2009
- Svensk mästare 2009
- Brons i fotbolls-VM för damer 2011

### Seriematcher och mål
- 2007: ?
- 2008: 16 / 8 (per den 27 september)[15]

Allsvenska matcher och mål till och med säsongen 2007: 125 / 57.

### Landskamper och mål
A-landslaget:
- 2002: 1 / 0
- 2003: 9 / 2
- 2004: 13 / 2
- 2005: 6 / 1
- 2006: 4 / 1
- 2007: 9 / 2
- 2008: 8 / 3
- 2009: -

U21/U23-landslaget:
- 2002: 5 / 2
- 2003: 7 / 9
- 2004: -
- 2005: 1 / 0